# Micholitzia
Micholitzia là chi thực vật có hoa trong họ Apocynaceae.

## Các loài
- Micholitzia obcordata N.E.Br., 1909: Nepal, Myanmar, Thái Lan và Trung Quốc.